# Krueng Seunong
Krueng Seunong is een bestuurslaag in het regentschap Aceh Utara van de provincie Atjeh, Indonesië. Krueng Seunong telt 1182 inwoners (volkstelling 2010).